# 付家寨站
付家寨站是一个汉丹线上的铁路车站，位于湖北省老河口市付家寨乡，建于1962年，目前为五等站，邮政编码为441815。目前不办理客、货运营业。